# C64 Direct-to-TV

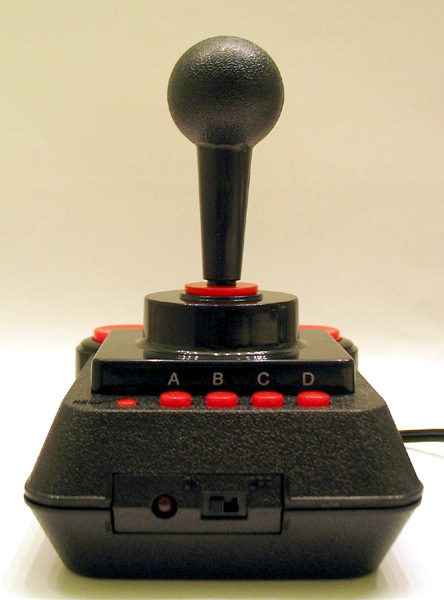
C64 Direct-to-TV

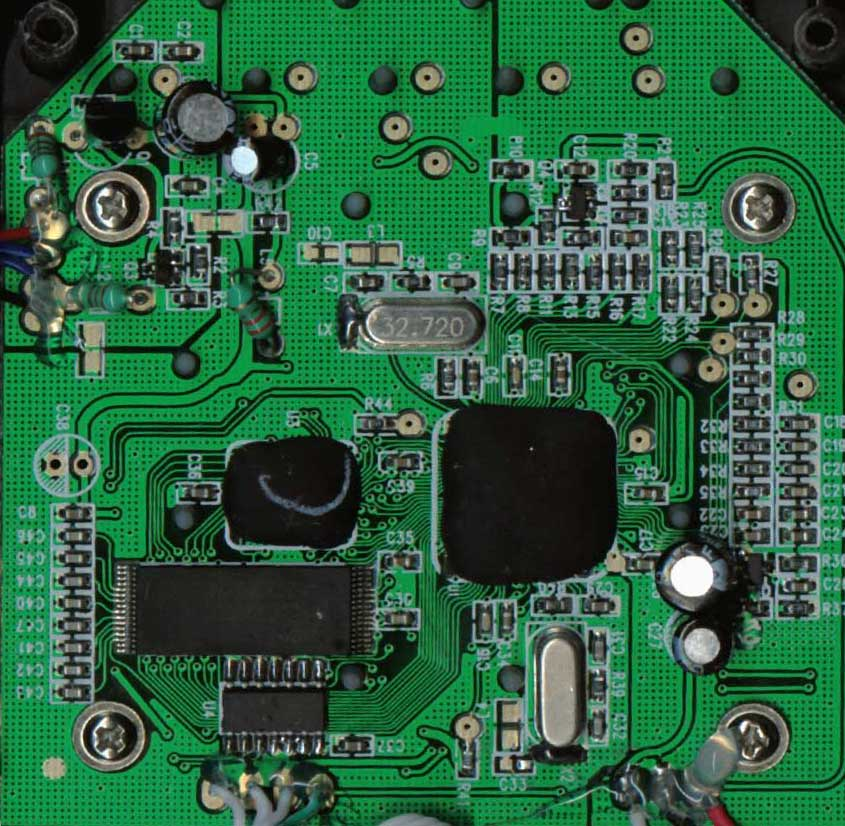
Płyta główna C64 Direct-to-TV

C64 Direct-to-TV (w skrócie C64 DTV) – mała telewizyjna konsola z wbudowanymi grami wprowadzona na rynek w 2004 roku, będąca wcieleniem komputera Commodore 64, najlepiej sprzedającego się ośmiobitowego komputera w historii informatyki (17 mln - 25 mln sprzedanych sztuk). Konsola dzięki wbudowanym układom scalonym może emulować ten komputer, dając możliwość gry w zaimplementowane fabrycznie 30 klasycznych gier.

## Wygląd i użytkowanie
Konsola wyglądem przypomina kontroler do gier takich komputerów jak Commodore czy Atari. Do pracy wymaga czterech baterii AA (paluszków), do połączenia z telewizorem służą dwie wtyczki AV typu cinch. Konsola występuje w dwóch wersjach: NTSC (amerykańskiej) i PAL (europejskiej).

## Wbudowane gry
- Alleykat
- California Games
- Championship Wrestling
- Cyberdyne Warrior
- Cybernoid
- Cybernoid II
- Eliminator
- Excolon
- Firelord
- Gateway to Apshai
- Head the ball
- Impossible Mission
- Impossible Mission II
- Jumpman Junior
- Marauder
- Maze Mania
- Mission Impossibubble
- Nebulus
- Netherworld
- Paradroid
- Pitstop
- Pitstop 2
- Ranarama
- Speedball
- Summer Games
- Super Cycle
- Sword of Fargoal
- Uridium
- Winter Games
- Zynaps

## Usprawnianie (hacking) konsoli
Konsolę można rozbudować, np. do pełnej wersji komputera Commodore 64, dzięki możliwości podłączenia stacji dysków, klawiatury (także PS2), zasilacza, dwóch portów joysticka oraz innych.